# René Truhaut
René Truhaut est un toxicologue français né le 23 mai 1909 à Pouzauges et mort le 10 mai 1994 à Paris. Il a été titulaire de la chaire de toxicologie de la Faculté de Paris.

## Biographie
René Truhaut fait ses études secondaires à La Roche-sur-Yon en Vendée, puis vient à Paris pour devenir pharmacien en 1931. Il devient par la suite licencié ès Sciences en 1932. Il est reçu premier à l'Internat des Hôpitaux psychiatriques de la Seine en janvier 1929 et choisit l'hôpital Paul-Brousse de Villejuif. Il est alors remarqué comme un des pionniers de la cancérologie française par le professeur Charles Sannié, qui le nomme chef du Laboratoire de l'Institut du Cancer — le futur Institut Gustave-Roussy — qui venait d'être créé. Par la suite, une fois reçu major de l'internat en pharmacie des Hôpitaux de Paris, il est remarqué et apprécié par un des fondateurs de la toxicologie moderne : le doyen René Fabre (cy). Puis il est nommé pharmacien-chef des Hôpitaux psychiatriques de la Seine[réf. nécessaire]. Il succède alors à Charles Sannié dans les fonctions de chef du Département de chimie et de physique du cancer. En 1947, il soutient sa thèse de doctorat d’État en pharmacie intitulé : « Contribution à l'étude des cancérogènes endogènes ». Il est alors nommé chef de travaux pratiques, puis professeur agrégé de toxicologie en 1948. En 1952, il soutient un doctorat ès sciences naturelles sur la biologie et la toxicologie du thallium. En 1960, il succède à René Fabre comme professeur titulaire de la Chaire de toxicologie, poste qu'il occupe jusqu'en 1978, date de son départ à la retraite.
À partir des années 1950, il figure dans les grandes instances nationales (Conseil supérieur d'hygiène publique de France, Commission nationale des toxiques en agriculture qu'il présidera) et dans les instances internationales les plus prestigieuses : Commission internationale permanente des maladies professionnelles, Bureau international du travail, OMS (surtout le fameux Comité d'experts FAO/OMS), nombreux comités scientifiques des Communautés européennes dont le Comité sur l'écotoxicité et la toxicité des produits chimiques qu'il présidera, Union internationale contre le cancer, Union internationale de chimie pure et appliquée (IUPAC), etc.

### Concepts principaux
René Truhaut est principalement connu pour avoir introduit le concept de dose journalière admissible en 1956, et pour avoir développé l'écotoxicologie.

## Récompenses nationales et internationales
- Yant Award de l'American Association of Industrial Hygiene, 1978
- Médaille d'or de l'OMS, 1981
- Docteur honoris causa de diverses universités
- Membre de l'Académie nationale de pharmacie en 1949 (Président en 1976)
- Membre de l'Académie des sciences en 1968
- Membre de l'Académie nationale de médecine en 1972 (Président en 1991)
- Médaille de la Résistance française
- Croix de guerre 1939–1945, palme de bronze avec palmes
- Grand officier de l'ordre national du Mérite
- Commandeur de la Légion d'honneur
- Officier de l'ordre de la Santé publique (1955)[2]

## Publications
René Truhaut a rédigé un Précis de médecine du travail plusieurs fois réédité et devenu un classique de cette discipline et une centaine d’articles dans les plus grandes revues scientifiques. Voici la liste de ses principales publications :
- Truhaut René-Charles-Joseph, Les Dérivés organiques halogénés doués d’activité insecticide, Paris, S.E.D.E.S, 1948
- Truhaut René-Charles-Joseph, Principales tendances actuelles de la chimiothérapie anticancéreuse, Paris, Editions Labo-pharma, 1957
- Truhaut René-Charles-Joseph, Nouvelles recherches sur l’étiologie du " bouton d’huile", Paris, Institut national de sécurité, 1958
- Truhaut René-Charles-Joseph, Toxicologie des produits phytopharmaceutiques (et compléments de législation), leçons professées à la Faculté de pharmacie de Paris, Paris, Société d’édition d’enseignement supérieur, 1954
- Truhaut René et Fabre René, Précis de toxicologie, Paris, Société d’édition d’enseignement supérieur, 1960-
- Truhaut René, Souverain R., Contrôle des substances ajoutées aux aliments, Rome, Organisation des Nations unies pour l’alimentation et l’agriculture, 1963
- Truhaut René, Fabre René, Régnier M-T, Traitement d’urgence des intoxications, Paris, G.Doin, 1957
- Truhaut René-Charles-Joseph, Principales données actuelles sur les facteurs chimiques de cancérisation, Paris, Presses documentaires, 1953
- Truhaut René-Charles-Joseph, Notice sur les titres et travaux scientifiques de René Truhaut, Paris, Société d’édition d’enseignement supérieur, 1967
- Truhaut René-Charles-Joseph, Fiches de travaux pratiques de chimie de 4e année, Paris, Société d’édition d’enseignement supérieur, 1957-
- Truhaut René-Charles-Joseph, Fiches de travaux pratiques de chimie de 4e année, Paris, Société d’édition d’enseignement supérieur, 1958
- Truhaut René-Charles-Joseph, Fiches de travaux pratiques de chimie de 4e année, Paris, Société d’édition d’enseignement supérieur, 1965
- Truhaut René et Sannié Charles, Les Agents chimiques cancérigènes, Paris, Masson, 1934
- Truhaut René-Charles-Joseph, Les fluoroses, leur importance en hygiène industrielle et en hygiène alimentaire, les méthodes analytiques applicables à leur étude, Paris, Sedes, 1948
- Truhaut René-Charles-Joseph, La Benzidine, toxicologie, rôle dans l’étiologie des cancers vésicaux professionnels, Paris, Institut national de sécurité pour la prévention des accidents du travail et des maladies professionnelles, 1960
- Truhaut René-Charles-Joseph, Recherches sur la toxicologie du thallium, Paris, Institut national de sécurité pour la prévention des accidents du travail et des maladies professionnelles, 1958
- Truhaut René, Sannié Charles, Précipitation spontanée du cholestérol dans un plasma, Paris, G.Doin, 1935

- Sous la dir. De René Truhaut, Symposium international sur les limites tolérables pour les substaces toxiques dans l’industrie, Paris, Institut national de sécurité, 1965
- Truhaut René, Sannié Charles, Précipitation spontanée du cholestérol dans un plasma sanguin, Tours, impr. De arrault, 1935
- Truhaut René-Charles-Joseph, Les effets biologiques du thallium, étude analytique, biochimique, pharmacodynamique et toxicologique, Paris, Dermont, 1952
- Truhaut René, Sannié Charles, Le pouvoir mercuro-réducteur urinaire des cancéreux, Paris, Masson, 1933
- Truhaut René, Scherrer J., Desoille H, Précis de médecine du travail, Paris, Masson, 1975, 1978, 1980, 1987, 1991
- Truhaut René-Charles-Joseph, Les fluoroses, leur importance en hygiène industrielle et en hygiène alimentaire, les méthodes analytiques applicables à leur étude, Paris, S.E.D.E.S, 1948
- Truhaut René-Charles-Joseph, Problèmes toxicologiques posés par l’emploi d’additifs et d’adjuvants dans les préparations pharmaceutiques, Paris, Société d’Editions Pharmaceutiques et Scientifiques, 1973
- Truhaut René-Charles-Joseph, Contribution à l’étude des facteurs chimiques de cancérisation, le problème des substances cancérigènes endogènes, Paris, Société d’édition d’enseignement supérieur, Thèse de pharmacie, Paris. État, 1947, N° 21

- Sous la dir. De René Truhaut, Pollution de l’air, comptes rendus du Colloque international de Royaumont, avril 1960, tenu sous l’égide du Comité Eurotox, comité européen permanent de recherches pour la protection des populations contre les risques d’intoxication à long terme, Paris, Sedes, 1961
- Truhaut René-Charles-Joseph, Chimie analytique appliquée, travaux pratiques de 4e année de la Faculté de pharmacie de Paris, Paris, Tournier et Constans, 1953